# Affirmation (cançó)
"Affirmation" és el quart senzill de l'àlbum amb el mateix nom Affirmation, segon i darrer disc d'estudi de Savage Garden.
El grup va tocar la cançó en la cerimònia de clausura dels Jocs Olímpics d'Estiu de 2000 celebrats a Sydney, on Darren Hayes vestia una samarreta representant la bandera dels aborígens d'Austràlia. El videoclip és una col·lecció de clips de la gira realitzada per Brisbane titulada Superstars and Cannonballs. El senzill només va tenir un cert èxit al Regne Unit arribant a la vuitena posició, esdevenint el tercer Top 10 del grup en aquest país.

## Llista de cançons

### Austràlia
Estàndard
1. "Affirmation" – 4:56
2. "I Don't Care" – 4:38
3. "Affirmation" (Stop Beats Mix) – 4:45
4. "I Knew I Loved You" (Eddie's Crossover Mix) – 4:26

Edició limitada
1. "Affirmation" – 4:56
2. "I Don't Care" – 4:38
3. "Affirmation" (Stop Beats Mix) – 4:45
4. "I Knew I Loved You" (Eddie's Crossover Mix) – 4:26
5. "Affirmation" (videoclip)

### Europa
CD Senzill
1. "Affirmation" (versió ràdio) – 4:15
2. "Affirmation" (Stop Beats Mix) – 4:45

Maxi-CD
1. "Affirmation" (versió ràdio) – 4:15
2. "Affirmation" (Stop Beats Mix) – 4:45
3. "I Knew I Loved You" (Eddie's Savage Dance Mix) – 5:58
4. "Two Beds and a Coffee Machine" (Piano & Vocal Mix) – 3:28

### Japó
1. "Affirmation" (Groovy Mix) – 4:45
2. "I Knew I Loved You" (7" Mini-Me Mix) – 4:19
3. "I Knew I Loved You" (Eddie's Rhythm Radio Mix) – 4:25
4. "Two Beds and a Coffee Machine" (Piano & Vocal Mix) – 3:28
5. "I Don't Care" (versió original) – 5:05

### Regne Unit
CD1
1. "Affirmation" (versió ràdio) – 4:15
2. "Affirmation" (Almighty Remix) – 8:05
3. "Crash & Burn" (Eddie's Crossover Mix) – 3:30

CD2
1. "Affirmation" (directe a Brisbane, maig 2000) – 5:47
2. "Truly Madly Deeply" (directe a Brisbane, maig 2000) – 4:38
3. "I Knew I Loved You" (directe a Brisbane, maig 2000) – 4:56

Casset
1. "Affirmation" (versió ràdio) – 4:15
2. "Truly Madly Deeply" (directe a Brisbane, maig 2000) – 4:38